# Delfini
Delfini so vodni sesalci družine Delphinidae in so najbolj razširjena družina kitov. Poznamo 32 vrst delfinov. Najdemo jih v vseh oceanih in morjih, običajno pa živijo v plitvih vodah oziroma se zadržujejo blizu gladine. Hranijo se predvsem z ribami in lignji. Nekatere vrste delfinov so zelo družabne in živijo skupaj v velikih skupinah.

## Etimologija
Poimenovanje za nekatere člane družine delfinov, 'pliskavica' se prvič pojavi leta 1851 in je izposojenka hrvaške 'pliskavica'. Slednja je nastala z metaforo za otroško igro s kamnom, ki se vsaj enkrat odbije od vodne gladine (v Sloveniji lokalno poimenovana tudi 'žabica'). Beseda izhaja iz hrvaškega glagola 'pliskati', 'sunkovito izplavati nad vodno gladino'. 'Pliskavka' se kot tvorjenka pojavi v Cigaletovem slovarju in je tvorjena na podlagi parnega razmerja '-ica' in '-ka'. Tržaški Slovenci besede 'pliskavka' ne poznajo, za delfine uporabljajo bodisi 'delfin' bodisi 'dulfin' z različicami.

## Opis
Delfini so dolgi od enega metra in pol do štirih metrov. Orka, največji delfin, pa zraste v dolžino tudi do osem metrov. Delfini tehtajo od 50 kg do sedem ton. Imajo gladko, hidrodinamično telo s hrbtno plavutjo. Dlake nimajo, pred mrazom pa jih varuje debela plast podkožne tolšče. Imajo kljunast gobček, v ustih pa od 50 do 120 ostrih zob, da lažje zgrabijo spolzek plen. 
V glavi imajo okrogel maščobni organ, ki ga imenujemo melona. Ta jim pomaga pri eholokaciji, torej pri oddajanju in zaznavanju visokih glasov, ki odmevajo s predmetov. Možgani delfinov so veliki, možganska ovojnica pa kompleksna, zato jih veliko zoologov uvršča med najinteligentnejša bitja. Ena polovica možganov je med spanjem vedno budna. Tako lahko nadzorujejo okolico, plavajo in pazijo na morebitne grožnje. Delfini so sesalci, zato dihajo zrak. Dvignejo se na površje in si skozi eno nosno odprtino polnijo pljuča. 

## Vedenje
So družabne živali, ki živijo v velikih skupinah. Sporazumevajo se s pomočjo žvižgov, cviljenjem in dotiki teles. Ko delfin dokončno oblikuje svoj žvižg, ostane vse življenje skoraj nespremenjen. Žvižg vsebuje informacije o identiteti, lokaciji in počutju, sodeluje pa tudi pri združevanju v tesnejše skupine. Delfini so klepetave živali. Nekateri znanstveniki trdijo, da z glasnimi širokopasovnimi regljajočimi zvoki disciplinirajo mladiče in odganjajo morske pse.

#### Skoki
Skoki se razlikujejo po dolžini, izvedbi in namenu. Delfini lovijo svoj plen z nizkim in vodoravnim skokom od 30 do 50 cm visoko. Ta način je značilen predvsem za velike pliskavke. Iz vode se poženejo tudi poševno in padejo z bočno stranjo telesa nazaj, repna plavut pa ostane po navadi pod vodo. Da se delfinom hrana v prebavilih udobno namesti, skočijo iz vode z gobčkom, obrnjenim navzgor, in padejo nazaj v nespremenjenem položaju. 
Delfini se v igri radi potapljajo in skačejo iz vode. So hitri plavalci, ki dosežejo hitrost 27 kilometrov na uro. Skočijo vodoravno tudi do tri metre visoko. Preskakujejo enega ali dva pred seboj v koloni. S tem želijo naredijo vtis na druge delfine; na primer, ko se srečata dve jati. Znajo izvesti tudi kompleksnejše obrate, delno v vodi in delno v zraku. Z repom »hodijo« po vodi ali pa držijo glavo nad vodo. v igri se tudi lovijo. Delfina plavata drug proti drugemu in se zadnji trenutek obrneta ali pa sočasno skočita iz vode. Skok se redko konča s trčenjem. Jezdijo tudi morske valove, ki se oblikujejo naravno, ob grebenih ali ob obali. Postavijo se tako, da je repna plavut tam, kjer je največji pritisk. Znane so tudi igre z algami, meduzami in zračnimi mehurčki.  

## Prehranjevanje
So plenilci, ki aktivno lovijo svoj plen, zaznajo pa ga s pomočjo eholokacije. Delfini imajo enakomerno velike in stožčaste zobe, s katerimi lažje zgrabijo spolzek plen in celega požrejo. Vrste, ki imajo veliko zob, se prehranjujejo pretežno z ribami, vrste, ki imajo manj zob, pa se prehranjujejo pretežno z lignji. Nekateri delfini plenijo tudi rake. Orka je edina vrsta delfina, ki se prehranjuje z drugimi vodnimi sesalci, kot so tjulnji, in z drugimi vrstami kitov in delfinov. Nekateri lovijo tudi po skupinah in plen obkolijo. Mladiči delfinov se prehranjujejo z materinim mlekom, ki jim ga mati brizgne v gobček, saj nimajo ustnic, s katerimi bi mleko sesali.

## Delfini in človek
Delfini so izpostavljeni človeškemu vplivu, saj se zadržujejo v bližini obal. Onesnaževanje z odpadki, kot so plastika, najlon in drugi materiali, zanje predstavljajo veliko težavo. Odpadke lahko pomotoma pogoltnejo ali se vanje zapletejo. Ob razpadanju plastičnih izdelkov nastaja mikroplastika, ki negativno vpliva na zdravje delfinov.
Znani so tudi primeri, kjer delfini rešijo človeka pred utopitvijo ali pred morskimi psi. Najpogosteje tvorijo živi obroč okoli ogroženega plavalca in ga tako zavarujejo pred nevarnostjo. V zadnjih letih so delfini rešili življenja več deset ljudi. V zahodnem svetu so pogoste tudi terapije invalidnih ljudi z delfini, a učinki terapije niso podprti z veliko znanstvenimi dokazi.
Delfini so prisotni tudi v literaturi in filmu. Pomembno vlogo igrajo v romanih Operacija delfin pisatelja Roberta Merleja, Delfin: poti sanj vodijo k resnici pisatelja Sergia Bambarna, v tv-seriji Flipper in v filmih Skriti zaliv, Človek delfin in Zgodba o sanjaču.

## Delfini v slovenskem morju
Slovensko društvo za morske sesalce Morigenos spremlja delfine v slovenskem morju od leta 2002. Dokumentirali so stalno prisotnost populacije velikih pliskavk, ki jim je slovensko morje, skupaj z okoliškimi hrvaškimi in italijanskim morji, pomemben življenjski prostor. Je edina stalna vrsta kitov in delfinov. Društvo je s pomočjo metode fotoidentifikacije naredilo prvi fotografski identifikacijski katalog delfinov v Sloveniji, ki vključuje 150 delfinov.

## Taksonomija
- Podred Odontoceti (zobati kiti)
  - Družina Delphinidae (delfini)
    - Rod Delphinus
      - Delphinus capensis
      - Delphinus delphis (navadni delfin)

    - Rod Tursiops 
      - Tursiops truncatus (Velika pliskavka)
      - Tursiops aduncus (indopacifiška velika pliskavka)

    - Rod Lissodelphis
      - Lissodelphis borealis (severni gladki delfin)
      - Lissiodelphis peronii (južni gladki delfin)

    - Rod Sotalia
      - Sotalia fluviatilis (amazonski topozobi delfin)

    - Rod Sousa
      - Sousa chinensis (indopacifiški beli delfin)
        - Sousa chinensis chinensis

      - Sousa teuszii (atlantski beli delfin)

    - Rod Stenella
      - Stenella frontalis
      - Stenella clymene
      - Stenella attenuata
      - Stenella longirostris (dolgokljuni progasti delfin)
      - Stenella coeruleoalba (navadni progasti delfin)

    - Rod Steno
      - Steno bredanensis (brazdastozobi delfin)

    - Rod Cephalorynchus
      - Cephalorhynchus eutropia (črna kratkogobčna pliskavka)
      - Cephalorhynchus commersonii  (maldivska kratkogobčna pliskavka)
      - Cephalorhynchus heavisidii  (južnoafriška kratkogobčna pliskavka)
      - Cephalorhynchus hectori  (novozelandska kratkogobčna pliskavka)

    - Rod Grampus
      - Grampus griseus (okrogloglavi delfin)

    - Rod Lagenodelphis
      - Lagenodelphis hosei (fraserjev delfin)

    - Rod Lagenorhyncus
      - Lagenorhynchus acutus (atlantski pisani delfin)
      - Lagenorhynchus obscurus (temni pisani delfin)
      - Lagenorhynchus cruciger (črnokljuni pisani delfin)
      - Lagenorhynchus obliquidens (tihomorski pisani delfin)
      - Lagenorhynchus australis (južni pisani delfin)
      - Lagenorhynchus albirostris (belokljuni pisani delfin)

    - Rod Orcaella
      - Orcaella heinsohni
      - Orcaella brevirostris (iravadski delfin)

    - Rod Peponocephala
      - Peponocephala electra (mnogozobi črni delfin)

    - Rod Orcinus
      - Orcinus orca (orka, sabljarica ali kit ubijalec)

    - Rod Feresa
      - Feresa attenuata (pritlikava orka)

    - Rod Pseudorca
      - Pseudorca crassidens (mala orka, mala sabljarica)

    - Rod Globicephala
      - Globicephala melas (dolgoplavuta mrka pliskavka, obloglavka)
      - Globicephala macrorhynchus (kratko plavuta mrka pliskavka)

  - Družina Platanistoidea (rečni delfini)
    - Rod Inia
      - Inia boliviensis
      - Inia geoffrensis (orinoška pliskavka)
      - Inia araguaiaensis

    - Rod Lipotes
      - Lipotes vexillifer (jangceška pliskavka, jangceški delfin)

    - Rod Platanista
      - Platanista gangetica (gangeška pliskavka, gangeški delfin, kljunarica)
      - Platanista minor (indska pliskavka)

    - Rod Pontoporia
      - Pontoporia blainvillei (laplatska pliskavka)